# División de Honor (Schach) 2006
Die División de Honor (Schach) 2006 war die zwölfte Saison der División de Honor und gleichzeitig die 50. Spanische Mannschaftsmeisterschaft im Schach. Sie sollte mit zwölf Mannschaften ausgetragen werden, allerdings trat die Mannschaft von CA Eborajedrez Talavera nicht an. Meister wurde die Mannschaft von CA Linex-Magic Mérida, während sich der Titelverteidiger CA Reverté Albox-Unicaja (im Vorjahr CA Reverté Albox-Costa de Almería) mit dem vierten Platz begnügen musste. Aus der Primera División waren aufgrund der Aufstockung der Liga mit CA Solvay Torrelavega, GEVA-CEA Andorra, CA Cuna de Dragones-Ajoblanco Mérida und CA AMD-Cofimán Mancha Real vier Mannschaften aufgestiegen. Rein sportlich erreichten Torrelavega, Mérida und Mancha Real den Klassenerhalt, während Andorra zusammen mit UGA Barcelona, CA Valencia-Cuna del Ajedrez Moderno und der nicht angetretenen Mannschaft von CA Eborajedrez Talavera abgestiegen wäre. Da allerdings Mancha Real seine Mannschaft zurückzog, erreichte UGA Barcelona als bester Absteiger noch den Klassenerhalt.
Zu den Mannschaftskadern der teilnehmenden Vereine siehe Mannschaftskader der División de Honor (Schach) 2006.

## Modus
Die zwölf teilnehmenden Mannschaften spielten in zwei Vorgruppen mit sechs Mannschaften ein einfaches Rundenturnier. In beiden Gruppen qualifizierten sich die beiden Ersten für die Endrunde, während die beiden Letzten in die Primera División abstieg. Gespielt wurde an sechs Brettern, über die Platzierung entschied zunächst die Zahl der Brettpunkte (ein Punkt für einen Sieg, ein halber Punkt für ein Remis, kein Punkt für eine Niederlage) und danach die Anzahl der Mannschaftspunkte (zwei Punkte für einen Sieg, ein Punkt für ein Unentschieden, kein Punkt für eine Niederlage). Die Endrunde wurde im K.-o.-System ausgetragen, wobei auch der dritte Platz ausgespielt wurde.

## Termine und Spielort
Die erste Vorrunde wurde vom 6. bis 10. September in Olite gespielt, die zweite vom 13. bis 17. September in Donostia-San Sebastián. Die Endrunde wurde am 3. und 4. November in Lugo ausgerichtet.

## Vorrunde

### Gruppeneinteilung
Die zwölf Mannschaften wurden wie folgt in die zwei Vorrunden eingeteilt:
| Gruppe 1                                      | Gruppe 2                                 |
| --------------------------------------------- | ---------------------------------------- |
| CA Reverté Albox-Unicaja (1)                  | CA Eborajedrez Talavera (2)              |
| CA Intel-Tiendas UPI Mancha Real (4)          | Gros XT (3)                              |
| CA Escuela Int. Kasparov-Marcote Mondariz (5) | CA Linex-Magic Mérida (6)                |
| UGA Barcelona (8)                             | CA Valencia-Cuna del Ajedrez Moderno (7) |
| CA Solvay Torrelavega (A)                     | CA Cuna de Dragones-Ajoblanco Mérida (A) |
| GEVA-CEA Andorra (A)                          | CA AMD-Cofimán Mancha Real (A)           |

Anmerkung: In Klammern ist die Vorjahresplatzierung angegeben, Aufsteiger sind stattdessen durch ein „A“ gekennzeichnet.

### Gruppe 1
CA Intel-Tiendas UPI Mancha Real dominierte das Feld, während die Entscheidung über den zweiten Endrundenplatz erst in der letzten Runde für CA Reverté Albox-Unicaja. UGA Barcelona und GEVA-CEA Andorra waren klar abgeschlagen, allerdings blieb UGA der Abstieg durch den Rückzug von CA AMD-Cofimán Mancha Real erspart.

#### Abschlusstabelle
| Pl. | Verein                                    | Sp | G | U | V | Brett-P.  | Mannsch.-P. |
| --- | ----------------------------------------- | -- | - | - | - | --------- | ----------- |
| 01. | CA Intel-Tiendas UPI Mancha Real          | 5  | 4 | 0 | 1 | 22,0:8,0  | 8:2         |
| 02. | CA Reverté Albox-Unicaja (M)              | 5  | 3 | 1 | 1 | 18,5:11,5 | 7:3         |
| 03. | CA Escuela Int. Kasparov-Marcote Mondariz | 5  | 2 | 2 | 1 | 17,0:13,0 | 6:4         |
| 04. | CA Solvay Torrelavega (N)                 | 5  | 2 | 1 | 2 | 16,5:13,5 | 5:5         |
| 05. | UGA Barcelona                             | 5  | 2 | 0 | 3 | 13,5:16,5 | 4:6         |
| 06. | GEVA-CEA Andorra (N)                      | 5  | 0 | 0 | 5 | 2,5:27,5  | 0:10        |

#### Entscheidungen
|     | qualifiziert für die Endrunde: CA Intel-Tiendas UPI Mancha Real, CA Reverté Albox-Unicaja |
|     | Absteiger in die Primera División: GEVA-CEA Andorra                                       |
| (M) | Titelverteidiger                                                                          |
| (N) | Vorjahresaufsteiger                                                                       |

#### Kreuztabelle
| Ergebnisse | Ergebnisse                                | 01. | 02. | 03. | 04. | 05. | 06. |
| ---------- | ----------------------------------------- | --- | --- | --- | --- | --- | --- |
| 01.        | CA Intel-Tiendas UPI Mancha Real          |     | 2½  | 4½  | 4½  | 5½  | 5   |
| 02.        | CA Reverté Albox-Unicaja                  | 3½  |     | 3   | 3½  | 2½  | 6   |
| 03.        | CA Escuela Int. Kasparov-Marcote Mondariz | 1½  | 3   |     | 3   | 4   | 5½  |
| 04.        | CA Solvay Torrelavega                     | 1½  | 2½  | 3   |     | 4   | 5½  |
| 05.        | UGA Barcelona                             | ½   | 3½  | 2   | 2   |     | 5½  |
| 06.        | GEVA-CEA Andorra                          | 1   | 0   | ½   | ½   | ½   |     |

### Gruppe 2
Während CA Valencia-Cuna del Ajedrez Moderno abgeschlagen am Tabellenende landete, lieferten sich CA Linex-Magic Mérida, CA Cuna de Dragones-Ajoblanco Mérida und Gros XT einen Dreikampf um die beiden Endrundenplätze.

#### Abschlusstabelle
| Pl. | Verein                                   | Sp | G | U | V | Brett-P. | Mannsch.-P. |
| --- | ---------------------------------------- | -- | - | - | - | -------- | ----------- |
| 01. | CA Linex-Magic Mérida                    | 4  | 3 | 0 | 1 | 16,0:8,0 | 6:2         |
| 02. | CA Cuna de Dragones-Ajoblanco Mérida (N) | 4  | 2 | 1 | 1 | 15,0:9,0 | 5:3         |
| 03. | Gros XT                                  | 4  | 3 | 1 | 0 | 14,5:9,5 | 7:1         |
| 04. | CA AMD-Cofimán Mancha Real (N)           | 4  | 1 | 0 | 3 | 9,5:14,5 | 2:6         |
| 05. | CA Valencia-Cuna del Ajedrez Moderno     | 4  | 0 | 0 | 4 | 5,0:19,0 | 0:8         |
| 06. | CA Eborajedrez Talavera                  | 0  | 0 | 0 | 0 | 0,0:0,0  | 0:0         |

#### Entscheidungen
|     | qualifiziert für die Endrunde: CA Linex-Magic Mérida, CA Cuna de Dragones-Ajoblanco Mérida                                                          |
|     | Absteiger in die Primera División: CA AMD-Cofimán Mancha Real (freiwilliger Rückzug), CA Valencia-Cuna del Ajedrez Moderno, CA Eborajedrez Talavera |
| (N) | Vorjahresaufsteiger |

#### Kreuztabelle
| Ergebnisse | Ergebnisse                           | 01. | 02. | 03. | 04. | 05. | 06. |
| ---------- | ------------------------------------ | --- | --- | --- | --- | --- | --- |
| 01.        | CA Linex-Magic Mérida                |     | 3½  | 2½  | 4½  | 5½  |     |
| 02.        | CA Cuna de Dragones-Ajoblanco Mérida | 2½  |     | 3   | 5   | 4½  |     |
| 03.        | Gros XT                              | 3½  | 3   |     | 3½  | 4½  |     |
| 04.        | CA AMD-Cofimán Mancha Real           | 1½  | 1   | 2½  |     | 4½  |     |
| 05.        | CA Valencia-Cuna del Ajedrez Moderno | ½   | 1½  | 1½  | 1½  |     |     |
| 06.        | CA Eborajedrez Talavera              |     |     |     |     |     |     |

## Endrunde

### Übersicht
|  | Halbfinale                           | Halbfinale            |                                  |   | Finale | Finale |
|  |                                      |                       |                                  |   |        |        |
|  | CA Cuna de Dragones-Ajoblanco Mérida | 4½                    |                                  |   |        |        |
|  | CA Intel-Tiendas UPI Mancha Real     | 1½                    |                                  |   |        |        |
|  |                                      |                       |                                  |   |        |        |
|  |                                      |                       |                                  |   |        |        |
|  | CA Cuna de Dragones-Ajoblanco Mérida | 1½                    |                                  |   |        |        |
|  |                                      | CA Linex-Magic Mérida | 4½                               |   |        |        |
|  |                                      |                       |                                  |   |        |        |
|  | Spiel um Platz drei                  |                       |                                  |   |        |        |
|  |                                      |                       | CA Intel-Tiendas UPI Mancha Real | 5 |        |        |
|  | CA Linex-Magic Mérida                | 3½                    | CA Reverté Albox-Unicaja         | 1 |        |        |
|  | CA Reverté Albox-Unicaja             | 2½                    |                                  |   |        |        |

### Entscheidungen
|  | Spanischer Mannschaftsmeister: CA Linex-Magic Mérida |

### Halbfinale
Während die Entscheidung im Wettkampf zwischen CA Linex-Magic Mérida und CA Reverté Albox-Unicaja knapp ausfiel, setzte sich CA Cuna de Dragones-Ajoblanco Mérida deutlich gegen CA Intel-Tiendas UPI Mancha Real durch.

### Finale und Spiel um Platz 3
Beide Wettkämpfe sahen klare Entscheidungen.

## Die Meistermannschaft
| 1.            | CA Linex-Magic Mérida |
| Schachfiguren | Lewon Aronjan, Ruslan Ponomarjow, Alexei Schirow, Serhij Karjakin, Gabriel Sarkissjan, Sergei Rubljowski, Manuel Pérez Candelario. |